# Горболуцький
65°10′04″ пн. ш. 37°02′39″ сх. д. / 65.16778° пн. ш. 37.04417° сх. д.
Горболу́цький (рос. Горболукский) — мис на території Приморського району Архангельської області Росії, крайня північна точка Онезького півострова. Мис є східним вхідним до Онезької затоки.
Мис вдається у Біле море, ширина в основі 430 м, довжина 95 м. На мисі присутній пагорб, вкритий лісом. Береги пологі та кам'янисті. Межа лісу проходить приблизно за 800 м від берега, на заході ліс поступово наближається до самого берега. З боку моря мис облямований мілиною приблизно 160 м шириною.
Мис є західною межею присілку Літній Наволок.